# Блощичак Мирон
Миро́н Блощича́к  (нар. 8 лютого 1962, Підбірці) — Заслужений артист України, лауреат міжнародних конурсів. В музичному світі відомий як маестро повітря, легенда українського фольклору, людина-оркестр, музикант-віртуоз, автор і виконавець різножанрової музики, дослідник древніх духових українських музичних інструментів.

## Біографія
Мирон Блощичак народився 8 лютого 1962 року у передмісті Львова.
Навчався у Львівському музичному училище імені С. Людкевича та у Львівській консерваторії.
З 1980 по 1985 р. грав у ансамблі «БАРВІНОК» під керуванням Івана Агратіни.
1985—1987 — ансамбль народної музики «ДРИМБА», Львівська філармонія.
1987—1990 — соліст-інструменталіст популярного київського ансамблю «КОБЗА».
З 1990 року Мирон Блощичак постійно гастролює, бере участь у фольклорних та джазових фестивалях в Україні й поза нею. Провів безліч експедицій, багато часу проводив із музикантами, народними майстрами, досліджував, записував і вивчав магічну музику Карпат.

## Творча діяльність
Наразі ж ті, хто хоч раз бачив його виступ, бажають лише знати дату і місце проведення його наступного концерту. Щиру любов мільйонів шанувальників в Україні та за кордоном митець заслужив своїм прагненням повернути майже втрачене народне мистецтво наших предків, бездоганною професійною майстерністю та неповторному сценічному образу.
Унікальність цієї надзвичайної людини полягає не тільки в тому що він досконало володіє близько 20 традиційними музичними інструментами. Серед них: улюблений з дитинства акордеон; класичні — кларнет, гру на якому опановував у музичному училищі та Львівській консерваторії, а також саксофон; старовинні- теленка, дримба, флояра, флейта Пана, зозулька, коза, дводенцівка, колісна ліра та інші маловідомі навіть професійним музикантам інструменти, а також неокласичні, автором яких є сам Мирон — вітрофон, шлангофон, пляшкофон… Список нескінченний, тому що будь-який побутовий предмет, що має порожнину, подовгасту форму та хоча б один отвір в його руках звучить.
Кожний концерт Мирона Блощичака — творчий тріумф і захопливе шоу.
Колись на гастролях у США на одній із вечірок під рукою не виявилось жодного інструменту, то Мирон заграв українську пісню… на пластиковій пляшці з водою. Свідки були приголомшені.
Навіть професіонали дивуються: «Як можна виконати „Політ джмеля“ Римського-Корсакова на пляшці з водою?» А учасники Брас-квінтету з Англії просто втратили дар мови, коли музикант взяв трубу професора Лондонської консерваторії, витягнув з неї мундштук і крону й почав грати гуцульські мелодії.
«Барвінок», «Медікус», «Ватра», «Кобза», «Високий замок» та іншими відомими колективами.
З 1989 Мирон Блощичак постійно гастролює та бере участь у міжнародних фольклорних та джазових фестивалях.
У 1999 році визнаний «Найкращим музикантом року» Львова.
Творчий доробок Мирона Блощичака включає три компакт — диски: «Вітер любові», «Вітер з України», «Різдвяні сни» та аудіозапис музики на скляних інструментах, які зробив для Мирона відомий художник скла Андрій Бокотей.
Засновник благодійного фонду «Мольфар» та музею древніх музичних інструментів. Одружений, батько трьох дітей.
Соло на ДВОХ САКСОФОНАХ одночасно, Чардаш Монті на ДВОХ СОПІЛКАХ та неймовірні надсучасні і старовинні музичні інструменти чарують глядачів. Маестро записав 4-ри компакт-диски: «ВІТЕР ЛЮБОВІ», «РІЗДВЯНІ СНИ», «ВІТЕР з УКРАЇНИ» та «НІЧНА МЕЛОДІЯ», а також DVD — диск «ЛЮДИНА-ОРКЕСТР», що містить уривки з концертів, музичні фільми та відеокліпи. Грає класику, фольк, джаз.
Володіє англійською, французькою, німецькою та польською мовами. Мирон володіє близько 20 традиційними інструментами. Власноруч виготовляє собі інструменти.

## Музика
1. Концертна програма для Ребра(Флейта Пана), Бандури і Струнного оркестру. Твори Оксани Герасименко та світова класика
2. Музична містерія «Створення світу». Еволюція духових інструментів.

Має домашню музичну студію.

## Інструмент
Музичні інструменти, які звучать в концертній шоу-програмі:
най (Флейта Пана), теленка, флояра, сопілки, дводенцівка, зозулі і окарини, саксофони (сопрано, альт, баритон), кларнет, дримба, колісна ліра, акордеон, шлангофон, пляшкофон, шклянкофон, коркофон, водолазна трубка, а також авторські вітрофон, вітрогон, Миронова флояра та квадрофон. Мирон Блощичак збирає і відроджує давні інструменти.
Більшість інструментів виготовляє сам. Вивчає і використовує українські, вірменські, болгарські, китайські музичні інструменти тощо.
| У мене постійно з’являються якісь ідеї. Тому й не сплю. Спочатку виконую інструмент у пластику. А вже потім виготовляю дерев'яний. Звукові отвори випалюю розжареним залізом, так як це робили наші предки.[1]. |

## Гастролі
Мирон Блощичак п'ять разів гастролював у Сполучених Штатах Америки, десятки концертів у Франції, Німеччині, Італії, Іспанії, Голландії, Канаді, Норвегії, Данії, Бельгії, Чехії, Польщі і Росії.

## Викладацька кар'єра
П'ять років викладав у Львівській консерваторії. У 1993-му році викладав у Музично-мистецькому центрі при Бріджпортському університеті США.

## Сім'я
Одружений, має троє дітей. Сини — Любомир і Маркіян, донька Іванна-Софія.
Дід Мирона, Іван Блощичак походив із Лемківщини. Грав на скрипці, на Лемківщині називали-гуслі. Був першою скрипкою. Батько чудово співає. Мама Іванна походить з роду Дольницьких.

## Творчість
У творчому доробку Блощичака чотири компакт-диски:
1. «Вітер любові»
2. «Вітер з України»
3. «Різдвяні сни»
4. «Нічна мелодія»

А також Відео DVD «Людина-оркестр»